# Delphinicola tenuis
Delphinicola tenuis ist ein zur Klasse der Saugwürmer gehörender Parasit der Gallengänge bei Delfinartigen. Die Art ist der einzige Vertreter der Gattung Delphinicola und der Unterfamilie Delphinicolinae. Typuswirt ist der Gemeine Delfin. Auch beim Südlichen Glattdelfin, Ostpazifischen Delfin und Glattschweinswal kann er vorkommen.

## Merkmale
Der Körper ist zylindrisch und mit Dornen besetzt. Der Bauchsaugnapf ist kleiner als der Mundsaugnapf. Der Pharynx ist verlängert, der Ösophagus kurz und die Darmgabelung liegt nahe dem Vorderende. Anders als bei anderen Opisthorchiidae enden die beiden Blinddärme nicht blind, sondern öffnen sich nahe der Exkretionsöffnung mit zwei Ani nach außen, was sonst nur noch bei einigen Cryptogonimidae vorkommt. Die beiden Hoden liegen hintereinander, hinter der Körpermitte, aber weit vor dem Körperende. Das röhrenförmige Samenbläschen liegt hinter dem Bauchsaugnapf, die Geschlechtsöffnung vor ihm. Das ovale Ovar liegt vor den Hoden. Das Receptaculum seminis ist vor dem Ovar positioniert, ein Laurer-Kanal vorhanden. Der Uterus liegt vollständig zwischen beiden „Blind“därmen. Der ausgedehnte Dotterstock bildet ein geschlossenes Band über die gesamte Körperbreite zwischen Samenbläschen und Hinterende und überlappt rücken- und bauchseitig auch das Ovar. Das sackartige Dotterreservoir bildet mit dem parallel verlaufenden vorderen und hinteren Sammelgang eine H-förmige Struktur. Das Y-förmige Exkretionsbläschen hat einen langen Stamm, der rückenseitig der Hoden verläuft und sich im Bereich des Ovars in zwei Schenkel teilt. Die Exkretionspore liegt endständig.